# Callabonica propria
Callabonica propria är en skalbaggsart som beskrevs av Blackburn 1895. Callabonica propria ingår i släktet Callabonica och familjen Melolonthidae. Inga underarter finns listade.